# چان پنگ سون
چان پنگ سون (انگلیسی: Chan Peng Soon؛ زادهٔ ۲۷ آوریل ۱۹۸۸) بدمینتون‌باز اهل مالزی است.